# Supercoppa turca 2010 (pallavolo femminile)
La Supercoppa turca 2010 si è svolta il 19 novembre 2010: al torneo hanno partecipato due squadre di club turche e la vittoria finale è andata per la seconda volta consecutiva al Fenerbahçe Spor Kulübü.

## Regolamento
Le squadre hanno disputato una gara unica. 

## Squadre partecipanti
| Squadra      | Qualificazione                                               | Ultima partecipazione |
| ------------ | ------------------------------------------------------------ | --------------------- |
| Fenerbahçe   | Vincitrice Voleybol 1. Ligi 2009-10/Coppa di Turchia 2009-10 | Supercoppa turca 2009 |
| VakıfBank GS | Finalista Coppa di Turchia 2009-10                           | -                     |

## Torneo
| 19 novembre 2010 Burhan Felek Spor Salonu, Istanbul Durata: 1h:39 - Spettatori: ? | Fenerbahçe | 3 - 1 | VakıfBank GS | 25-22, 22-25, 25-12, 25-17 |